# Cool
Coolness er en beundret æstetisk attitude, adfærd, opførsel, udseende og stil, som er under indflydelse af og et produkt af tidsånden. Pga. de forskellige og skiftende betydninger af cool, såvel som dets subjektive natur, ordet har ingen entydig betydning. Det giver associationer til fremtoning og selvkontrol (ifølge OED definitionen) og det bruges ofte som et udtryk for beundring eller godkendelse. Til trods for at udtrykket normalt opfattes som slang, så er det bredt benyttet blandt forskelligartede socialgrupper, dets brug har varet ved i flere generationer.

## Overblik
Der er intet enkelt koncept for cool. En af de essentielle karakteristika i cool er omskifteligheden af, hvad der betragtes som cool-forandringer over tid og varianter mellem kulturer og generationer.
Et foreneligt aspekt er at cool i bred grad anses som værende positivt og ønskværdigt. 

### Adfærdskarakteristika
Summen og substansen af cool udgør en selvbevidst selvsikkerhed i den overordnede adfærd, hvilket omfatter nogle specifikke adfærdskarakteristika, der er forankrede i symbolisme, et sæt mærkbare kropsbevægelser, arbejdsstillinger, ansigtsudtryk og stemmeføringer, der er erhvervet og inddrager strategiske sociale værdier i en sammenhæng.
Cool var engang en attitude, der blev skabt af rebeller og underdogs, såsom slaver, fanger, bikere og politiske afvigere, osv., som for hvem åbent oprør indbød straf, så de gemte trodsighed bag en mur af ironisk afstandtagen, således at der skabtes afstand til autoriteten i stedet for direkte konfrontation.
Generelt set er coolness et positivt karaktertræk, som er baseret på indblanding som et kulturelt objekt (for eksempel en person eller et brand) på en selvstændig og passende måde. Det er når personen eller brandet ikke lader sig begrænse af de andres normer, forventninger og tro.